# Stipa milleana
Stipa milleana là một loài cỏ thuộc họ Poaceae.
Loài này chỉ có ở Ecuador.